# 田賦 (正德進士)
田賦（？—？），福建莆田縣（今莆田市）人，明朝政治人物。

## 生平
正德五年（1510年）庚午科福建鄉試舉人，正德九年（1514年）甲戌科進士。六月授刑科给事中，十五年十一月升工科右，十六年八月升礼科左，嘉靖四年（1525年）官淮安府知府。